# Orocrambus melitastes
Orocrambus melitastes là một loài bướm đêm trong họ Crambidae.